# Come Thelma & Louise
Come Thelma & Louise è il secondo album di Giorgia che trionfa nello stesso anno al Festival di Sanremo con Come saprei (scritta da lei stessa con Eros Ramazzotti, Adelio Cogliati e Vladi Tosetto), che è contenuta all'interno del CD.
Nonostante Giorgia fosse anche già autrice, molti dei brani in questo album sono stati scritti da Gatto Panceri ed è presente inoltre una reinterpretazione di Non c'è che musica in me, che Giorgia cantava spesso nei club con la band del padre. L'album ottiene un disco di platino e vende circa 250.000 copie.
Il titolo dell'album e la title track sono ispirati al film Thelma & Louise di Ridley Scott del 1991.

## Descrizione
Questo secondo album in studio di Giorgia è un disco caratterizzato da testi leggeri per lo più, con musiche studiate ed arrangiamenti vocali degni delle più eccellenti voci al mondo.
Contiene Come saprei, canzone con cui Giorgia vinse il Festival di Sanremo 1995. Oltre al brano sanremese ebbero un buon successo anche i brani Riguarda noi, C'è da fare e E c'è ancora mare.
Degna di nota per le difficoltà vocali è la cover di I've Got the Music in Me, che in versione italiana diventa Non c'è che musica in me.
Gli arrangiamenti sono di Celso Valli, la produzione esecutiva è di Michele Torpedine.

## Tracce
Crediti riportati sul sito della SIAE.
1. C'è da fare – 4:41 (testo: Gatto Panceri – musica: Gatto Panceri, Celso Valli)
2. Riguarda noi – 4:33 (testo: Gatto Panceri – musica: Gatto Panceri, Celso Valli)
3. E c'è ancora mare – 4:54 (Celso Valli, Enzo Avitabile)
4. Come Thelma e Louise – 3:59 (testo: Daniela Colace – musica: Michele Ascolese)
5. Di che segno sei – 4:23 (testo: Gino Paoli, Paola Penzo – musica: Celso Valli, Marco Prati)
6. B.B.B. (La leggendaria storia del bacio) – 4:33 (testo: Gatto Panceri – musica: Gatto Panceri, Celso Valli)
7. Come saprei – 4:59 (testo: Eros Ramazzotti, Adelio Cogliati, Giorgia Todrani – musica: Eros Ramazzotti, Vladimiro Tosetto)
8. Ogni donna – 4:52 (testo: Gatto Panceri – musica: Gatto Panceri, Celso Valli)
9. Questo amore – 3:54 (testo: Gatto Panceri – musica: Gatto Panceri, Celso Valli)
10. Non c'è che musica in me (cover fatta così) – 5:08 (Tony Stephen Boshell, Gatto Panceri)

Durata totale: 45:56

## Formazione
- Giorgia - voce e cori
- Celso Valli - pianoforte, tastiera e organo Hammond
- Luca Bignardi - programmazione
- Paolo Gianolio - chitarra acustica ed elettrica, programmazione, basso
- Alfredo Golino - batteria
- Paolo Valli - batteria e percussioni
- Emanuela Cortesi, Antonella Pepe, Silvio Pozzoli - cori

## Classifiche
| Classifica (1995) | Posizione massima |
| ----------------- | ----------------- |
| Europa            | 28                |
| Italia            | 2                 |
| Svizzera          | 46                |